# Lauren Gold
Lauren Gold (Enfield, Londres, Inglaterra; 9 de enero de 1981) es una modelo y actriz británica. Gold es especialmente conocida por aparecer en el exitoso video de "Rock DJ" del cantante Robbie Williams del año 2000.

## Carrera
Comenzó su carrera de modelo cuando tenía 13 años. Su primera aparición importante fue la campaña La Senza. También apareció en las campañas de Coca Cola, Vodafone, Pantene, Triumph, Jockey, Brilleland, Truworths, Brockmans Gin, Elizabeth Arden Marks& Spencer, Next, East Ltd, Lenor y Wonderbra.
Ella ha aparecido en los videos de música por MJ Cole (Crazy Love), Robbie Williams (Rock DJ) y Roxette. 
Gold es una actriz. Ella protagonizó el drama de ITV Dream Team y Beyond the Rave.
Actualmente, ella firmó con Models 1 en Londres, Cathy Quinn Models en Nueva York, Unity Models en Hamburgo, Modelwerk en Múnich, Central Models en Lisboa, Francina en Barcelona, Stockholmsgruppen en Estocolmo, MC2 en Tel Aviv, Shine Group en Johannesburgo, Images en Atenas y IMM en Bruselas.

## Vida personal
Su madre era una top model. Ella veía sus fotos en la casa y quería ser modelo. Cuando tenía 13 años, su madre envió sus fotos a una agencia.
Es la exnovia de Fredrik Ljungberg y Mark Feehily de Westlife.